# ドゥニ・ディドロ
ドゥニ・ディドロ（Denis Diderot、1713年10月5日 - 1784年7月31日）は、フランスの哲学者、美術批評家、作家。主に美学、芸術の研究で知られる。18世紀の啓蒙思想時代にあって、ジャン・ル・ロン・ダランベールとともに百科全書を編纂した、いわゆる百科全書派の中心人物であり、多様な哲学者と交流した。徹底した唯物論者であり、神について初期は理神論の立場に立ったが後に無神論へ転向した。ポール＝アンリ・ティリ・ドルバックなどとともに、近代の哲学者としては最も早い時期に無神論を唱えた思想家の一人とされる。書物によっては「ドニ・ディドロ」と仮名転写される場合もある。

## 略歴
フランス ラングル生まれ。パリ大学で神学と哲学を学んだ。思想的には、初期の理神論から唯物論、無神論に進んでいる。『盲人に関する手紙（盲人書簡）』（1749年刊）の唯物論的な主張のため投獄されたこともある。
英語に堪能で、ル・ブルトン書店から、イギリスで刊行し成功したチェンバーズの百科事典『サイクロペディア』のフランス語版を依頼されたことが、18世紀を代表する出版物『百科全書』の編纂・刊行につながった。事業としての『百科全書』が狙っていた主要な対象は新興のブルジョワ階級であり、その中心は当時の先端の技術や科学思想を紹介した項目だが、それらにまじえながら、社会・宗教・哲学等の批判を行ったため、『百科全書』を刊行すること自体が宗教界や特権階級から危険視された。ディドロは、たびたびの出版弾圧、執筆者の離散を跳ね返し、『百科全書』（1751年-1772年）の完結という大事業を成し遂げた（『百科全書』はフランス革命（1789-1794年）を思想的に準備したともいわれる）。
1751年、プロイセン科学アカデミーの外国会員となる。
ロシアの女帝エカチェリーナ2世と個人的に交流した。1765年、娘の結婚資金を確保するため、ディドロは蔵書をエカチェリーナ2世に売り渡したが、その契約は、ディドロの生存中はそれら蔵書を手元において自由に利用できるという条件付きであり、実際にはエカチェリーナからの資金援助という性格をもつ。そうした援助にむくいるため、『百科全書』完結後の1773年、ロシアを訪問した。
ディドロに由来するものとしてはパリ第7大学の名称や「ディドロ効果」がある。

## 美学

### 項目「美」
ディドロは1752年に刊行された百科全書第二巻のなかに収録された項目「美」を執筆した。そこでの彼のテーマは美の根拠についてである。
彼はこの根拠を求めるために、美を定義するのに必要な性質は何かを探る。彼はまず、秩序、関係、釣り合い、配列、対称、適合、不適合がどのような美の中にも見つけることができるとする。それはそれらの概念が存在、数、横、高さ、およびその他異議をさしはさむ余地のない諸観念と同じ起源から生じるからである。
しかし、より一般的に、美しいと名づけるすべての存在に共通な性質のうち、美という言葉を記号にしうるものは何だろうかと、疑問を投げかける。それは、美がそれによって始まり、増大し、無限に変化し、減少し、消滅する性質だという。そして、これらの結果を引き起こしうるのは、関係の観念をおいてほかにないという。ここで彼は美の流動性や多様性を示唆している。例えば、美しい人の体重が5キロ増え、その人の顔に脂肪が溜まり、若干ふくれっ面になると、その人の顔は怒りを想起させ、既に美しい人ではなくなるかもしれない、という流動的な側面が美にはある。
また、彼は美の多様性についての証拠として、雷雨、暴風雨、天地創造以前の混沌の絵を挙げて、ある種の存在は秩序や対称の明白な外観とすら無縁だと述べている。したがって、これらの存在のすべてが一致するただひとつの共通な性質は、関係の観念であるという。美の多様性においては、上で示した「美しい人」がたとえふくれっ面になったとしても、それは怒りではなく健康を想起させ、その人はさらに美しくなるかもしれないということがいえる。
美しいという語をつくりださせたのは、関係の知覚であり、その関係と人物の精神との多様性に応じて、きれい、美しい、魅惑的な、偉大な、崇高な、神聖な、その他、肉体と精神とにかかわる無数の語がつくられた。これらが美のニュアンスである。
さらに、関係の観念であるところの美が往々にして感情の問題にされてしまうことに触れて、こう述べている。「確定しにくいけれども認めやすく、そしてその知覚に快感がともなうために、美は理性よりもむしろ感情の問題だと憶測されたのである。ごく小さな子供の頃から、ある原理がわれわれに知られていて、その原理が習慣的に、外部の事物に対して、気軽に、すみやかに適用されるような場合には、いつも必ず、われわれは感情によって判断を下していると思うだろう」。
美に対する意見の相違のことごとくは、自然の所産と芸術作品における、知覚された関係の多様性の結果として生じる。それならば一体、自然のうちで、その美しさに関して人々が完全に意見の一致をみるのはなんであろうか。この問いに対して彼はこう答えている。「同一対象のなかにまったく同じ関係を知覚し、それと同じ程度に美しいと判断する人は、恐らくこの地上に二人といないだろう。だが、いかなる種類の関係も感じたことのない人が一人でもいるとすれば、彼は完全なばか者だろう」。

### 美術批評
グリムの『文藝通信』に断続的に掲載されたサロンの批評（「サロン評」）によって近代的美術批評の祖ともされる。その批評論は『絵画論』（Essai sur la peinture, 1766年刊）に結実した。
ディドロの美術論は、『絵画論』にその他美術に関する著作を加えた『絵画について』（佐々木健一訳、岩波文庫、2005年）に詳しい。
ディドロの時代は近代的な芸術概念の確立期に重なっていた。近代的な芸術概念とは、文学と造形美術（絵画、彫刻、建築）と音楽をひとまとまりのものとしてくくる考えのことである。近代的な芸術概念の核心は、絵画や彫刻を「頭の仕事」として格上げすることにあった。
ディドロと美術との関係が顕著に表れるのは、サロン展の批評を書き始めたころである。1759年を皮きりに、1781年まで9年分（59、61、63、65、67、69、71、75、81年）を書いている。サロン評が公表されたのは『文藝通信』というミニコミ誌だった。これを刊行していたのは、グリム（1723年-1807年）というパリ在住のドイツ人で、パリに定住して4年目の1753年から、或る人物のやっていたこの事業を引き継いだ。
ディドロの主要な著作のうち、サロン評と『絵画論』、更に『ダランベールの夢』と『ブガンヴィル航海記補遺』などが『文藝通信』に公表された。しかし、読者は極めて限られていて、最大でも15人ほどだった。ディドロは『絵画論』の刊行を『1765年のサロン』の末尾で予告して、1766年の『文藝通信』でそれは公表された。
『絵画論』は哲学的な絵画論であることを以て特徴としていた。彼は詩などを論じるために使われた修辞学的概念を切り捨て、絵画を純粋に絵画として論じた。
『絵画論』の最終章で彼はもう一度、項目「美」の主題だった美の根拠について論じている。彼は問う。「だが、もしも趣味が気まぐれなものであり、美については永遠の、不変の規則など存在しないのであれば、これらすべての原理にいかなる意味があるのか」。彼は美を真や善と結びつけることによって、この問題を解決しようとする。彼はいう。「真、善、美は密接に結びあっている。最初の二つの質に何か稀で目覚ましい状況を加えてみたまえ。真は美となろう、善は美となるだろう」。彼によれば趣味とは、「経験を重ねることによって、真や善がそれを美しくする状況ぐるみで容易に捉えられるようになり、それにすぐにそして強く感銘を受けるようになる、そのようにして身についた能力」だった。
彼は絵画を美しくするためには、その対象である自然の構造もしくは秘密につうじることが不可欠であると考えた。そこで、彼の絵画論の課題は、自ずから自然法則をよく知るという課題と重なりあった。この美と自然法則の照応は『絵画論』最終章の主題に直結している。そこで美は真と善に基礎づけられるが、ここで言う「自然法則」は真であるとともに善（特に有用性）の基盤となるものである。そして、この問題意識が、ディドロの美学的思索の展開においてひとつの中心的な主題をなしていたことに注意しておきたい、と佐々木健一は述べている。

## 著作
文学作品の大半は実験的なもので、明確なストーリーをもたない。没後に刊行された著作も多い。
- 『盲人書簡』吉村道夫・加藤美雄共訳 岩波文庫, 1949、復刊2001.
- 『修道女』（1760年執筆）
  - 修道女の告白 吉氷清訳 二見書房, 1949.　のち「シュザンヌの告白」
  - 修道女物語 佐藤文樹訳 弥生書房, 1957.
  - 修道女  秋田谷覚訳. 極光社, 1992.11.
- 『ラモーの甥』（1761年執筆開始）
  - 本田喜代治訳 芝書店, 1935
  - 小場瀬卓三訳 日本評論社, 1949 世界古典文庫、角川文庫, 1966　
  - 本田喜代治・平岡昇訳  岩波文庫, 1940（改版1964、再改版2016）
- 『ダランベールの夢』（1769年執筆）
  - 杉捷夫訳 青木書店, 1939 文化叢書
  - ダランベールの夢 他四篇 新村猛訳 岩波文庫 1958.
- 『ブーガンヴィル航海記補遺』（1772年執筆）
  - ブーガンヴィル航海記補遺 他一篇 浜田泰佑訳 岩波文庫 1953、復刊1991.
  - 中川久定訳 「世界の名著 29」中央公論社, 1970. 
    - 改訳版「ユートピア旅行記叢書 第11巻」岩波書店, 1997.5.
    - 「シリーズ世界周航記2」岩波書店, 2007.
- 『運命論者ジャックとその主人』（ロシア滞在中に執筆）
  - 小場瀬卓三訳  世界文学大系 第16 筑摩書房, 1960. 
    - 他に、ある父親と子供たちとの対話,ブルボンヌの二人の友,これは物語ではない,世論の無定見について　各・小場瀬訳

  - 王寺賢太・田口卓臣訳 白水社, 2006.12、新装版2022
- 不謹慎な宝石 ヂィドロ 耽奇館主人訳 国際文献刊行会,1929　
  - 不謹慎な宝石 デニス・ヂィデロ 小林季雄訳 操書房, 1948.
  - お喋りな宝石 新庄嘉章訳  世界風流文学全集 第5巻 河出書房, 1956.

思想関連
- 『哲学者セネカの生涯とその著作』（1778年刊）
- 演劇論 小場瀬卓三訳 弘文堂書房・世界文庫, 1940.
- 逆説 俳優について 小場瀬卓三訳 白水社, 1941.
- 自然の解釈に関する思索 小場瀬卓三訳 創元社・哲学叢書, 1948.
- 哲学著作集(小場瀬・平岡・大賀正喜訳)  世界大思想全集6・河出書房, 1959.
- 美学論文集(小場瀬訳)  世界大思想全集21・河出書房新社, 1960.
- 哲学断想 他二篇 新村猛・大賀正喜訳 岩波文庫, 1961.
- 百科全書 序論および代表項目 ディドロ、ダランベール編 桑原武夫（訳者代表）岩波文庫, 1971 -『百科全書』に寄稿した項目
- 絵画について 佐々木健一訳 岩波文庫, 2005.12
- オランダ旅行 川村文重訳 京都大学学術出版会「近代社会思想コレクション」, 2022.8

集成、フランス本国では「全集」は没後の1798年に刊行された。
- ディドロ著作集 第4巻 八雲書店 1948.

ラモーの甥(本田訳), ブールボンヌの二人の友(権守操一訳), 父親と子供たちと対話(河内清訳)
私の古い部屋に対する愛惜(武者小路実光訳), 父と私 彼と私(佐藤文樹訳)
- ディドロ著作集 第9巻 演劇論(小場瀬訳)

- 『ディドロ著作集』全4巻、法政大学出版局、2013年完結
  - 「第1・2巻」は2013年に新装版
  - 小場瀬卓三・平岡昇監修（第1～3巻、1976・1980・1989年）、鷲見洋一・井田尚監修（第4巻）
  - ディドロ著作集 第1巻 (哲学 I)
    - 「哲学断想」、「哲学断想　追補」、野沢協訳
    - 「盲人に関する手紙」、「盲人に関する手紙　補遺」、平岡昇訳
    - 「自然の解釈に関する思索」、小場瀬卓三訳
    - 「基本原理入門」、中川久定訳
    - 「ダランベールの夢」、杉捷夫訳
      - 「ダランベールとディドロとの対話」
      - 「対話のつづき」

    - 「物質と運動に関する哲学的諸原理」、小場瀬卓三訳
    - 「ブーガンヴィール旅行記補遺」、佐藤文樹訳
    - 「女性について」、原宏訳
    - 「哲学者とある元帥夫人との対話」、杉捷夫訳
    - 解説、小場瀬卓三

  - ディドロ著作集 第2巻 (哲学 II)
    - 「監修者のことば」、平岡昇著
    - 『百科全書』より
      - 「アグヌス・スキティクス」（スキティア仔羊草）、野沢協訳
      - 「折衷主義」（エクレクティスム）、大友浩訳
      - 「百科全書」、中山毅訳
      - 「ホッブズ哲学」、野沢協訳
      - 「人間」、野沢協訳
      - 「マールブランシュ哲学」、野沢協訳
      - 「マニ教」、野沢協訳
      - 「哲学者」、野沢協訳
      - 「ピュロン哲学」（懐疑哲学）、野沢協訳
      - 「スピノザ哲学」、野沢協訳

    - 「エルヴェシウス『人間論』の反駁」（抜粋）、野沢協訳
    - 「生理学要綱」（抜粋）、小場瀬卓三訳
    - 解説、小場瀬卓三

  - ディドロ著作集 第3巻 (政治・経済)
    - 『百科全書』より
      - 「政治的権威」、井上幸治訳
      - 「自然法」、井上幸治訳
      - 「権力」、安斎和雄訳
      - 「勢力〔国力〕」、安斎和雄訳
      - 「主権者」、安斎和雄訳
      - 「アルジャン〔銀・貨幣〕」、古賀英三郎訳
      - 「農業」古賀英三郎訳
      - 「技芸」、平田清明訳

    - 「君主の政治原理」、大津真作訳
    - 「出版業についての歴史的・政治的書簡」、原好男訳
    - 「ガリアニ師讃」、平田清明訳
    - 「エルヴェシウス反駁」、小井戸光彦訳
    - 「エカテリーナ二世との対談」、野沢協訳
    - 解説、平岡昇・古賀英三郎ほか

  - ディドロ著作集　第4巻（美学・美術　付・研究論集）
    - 「美の起源と本性についての哲学的探求」、小場瀬卓三・井田尚訳
    - 「リチャードソン頌」、小場瀬卓三・鷲見洋一訳
    - 「テレンティウス頌」、中川久定訳
    - 「ディドロとファルコネの往復書簡」（抄）、中川久定訳
    - 「絵画論断章」、青山昌文訳
    - 《研究論集》
      - 「ディドロはいかに読まれてきたか」、鷲見洋一著
      - 「ディドロの文体」、レオ・シュピッツァー著、井田尚訳
      - 「ディドロに関する五つの講義」（抄）、ハーバート・ディークマン著、田口卓臣訳
      - 「ディドロと神智論者たち」、ジャン・ファーブル著、橋本到訳
      - 「ディドロと他者の言葉」、ジャン・スタロバンスキー著、小関武史訳
      - 「『百科全書』から『ラモーの甥』ヘ」、ジャック・プルースト著、鷲見洋一訳

    - 解説、鷲見洋一ほか